# مجموعه مقالات آکادمی علوم اتحاد جماهیر شوروی
مجموعه مقالات آکادمی علوم اتحاد جماهیر شوروی (روسی: Доклады Академии Наук СССР , Doklady Akademii Nauk SSSR (DAN SSSR), فرانسوی: Comptes Rendus de l'Académie des Sciences de l'URSS‎) یک مجله متعلق به شوروی بود که به انتشار مقالات پژوهشی اصلی و دانشگاهی در زمینه فیزیک، ریاضیات، شیمی، زمین‌شناسی و زیست‌شناسی اختصاص داشت. این نشریه اولین بار در سال ۱۹۳۳ منتشر شد و در سال ۱۹۹۲ با جلد ۳۲۲، شماره ۳ به پایان رسید.
امروزه توسط Doklady Akademii Nauk (روسی: Доклады Академии Наук) انتشار آن ادامه می‌یابد، که انتشار آن در سال ۱۹۹۲ آغاز شد. این مجله به عنوان مجموعه مقالات آکادمی علوم روسیه (RAS) نیز شناخته می‌شود.